# Erik Skoglund
Erik Skoglund (* 24. Mai 1991 in Vårdinge, Stockholms län) ist ein schwedischer Profiboxer, ehemaliger Jugendweltmeister der WBC und aktueller EU-Meister der EBU im Halbschwergewicht.

## Amateurkarriere
Erik Skoglund begann im Alter von elf Jahren mit dem Boxsport und bestritt 114 Amateurkämpfe, darunter 78 Siege und ein Unentschieden. Er wurde 2006 Schwedischer Kadettenmeister, sowie 2007 Schwedischer Kadetten- und Jugendmeister. 2008 wurde er erneut Schwedischer Jugendmeister und gewann die Nordischen Jugendmeisterschaften im Mittelgewicht. Auch 2009 wurde er Schwedischer Jugendmeister und gewann die Nordischen Meisterschaften im Halbschwergewicht. 2009 wurde er darüber hinaus Schwedischer Meister bei den Erwachsenen (Elite-Klasse) im Halbschwergewicht und wurde als bester Boxer der Meisterschaften ausgezeichnet.
2009/2010 kämpfte er zudem für das „Boxteam Nord“ in der 1. Bundesliga und besiegte dabei Peter Müllenberg, musste aber auch zwei Niederlagen gegen Gottlieb Weiss hinnehmen.
Teilnahmen bei internationalen Großereignissen
- 2006 Kadetten-Europameisterschaften in Tirana, Halbweltergewicht, Niederlage gegen Bernard Roe aus Irland
- 2006 Kadetten-Weltmeisterschaften in Istanbul, Halbweltergewicht, Niederlage gegen Gadzhimurad Omarow aus Weißrussland
- 2007 Kadetten-Weltmeisterschaften in Baku, Halbmittelgewicht, Niederlage gegen Jasur Kurbanow aus Tadschikistan
- 2008 Jugend-Weltmeisterschaften in Guadalajara, Mittelgewicht, Niederlage gegen Ulus Kaya aus der Türkei
- 2009 EU-Meisterschaften in Odense, Halbschwergewicht, Niederlage im Viertelfinale gegen Kenneth Egan aus Irland

Auswahl internationaler Turniersiege
- April 2006: 1. Platz im Weltergewicht beim Pyynikki Tournament der Kadetten in Tampere, Finnland
- Mai 2007: 1. Platz im Halbmittelgewicht beim Pirkka Tournament der Kadetten in Tampere, Finnland
- Oktober 2007: 1. Platz im Mittelgewicht beim HSK Box Cup der Kadetten in Hillerød, Dänemark
- September 2008: 1. Platz im Mittelgewicht beim Falken Cup in Gävle, Schweden

## Profikarriere
2010 wurde er im Alter von 18 Jahren Profi bei Sauerland Event in Berlin und wird dort von Karsten Röwer trainiert. Am 1. Mai 2010 gab er in Oldenburg sein Profidebüt gegen István Laboda (2:0) aus Ungarn und gewann einstimmig nach Punkten.
Am 13. April 2013 gewann er in seinem 16. Kampf einstimmig nach Punkten gegen den Engländer Luke Blackledge (13-0) und wurde damit neuer Jugendweltmeister der WBC im Halbschwergewicht. Im Juni 2013 gewann er einstimmig gegen den Italiener Lorenzo Di Giacomo (41-7). Am 19. Oktober 2013 gewann er mit einem einstimmigen Punkteurteil gegen den Dänen Lolenga Mock (31-13), die EU-Meisterschaft im Halbschwergewicht. Diese verteidigte er am 12. April 2014 durch t.K.o. in der neunten Runde gegen den Italiener Danilo D’Agata (12-1).
Am 13. September 2014 besiegte er Stefano Abatangelo (18-3) und gewann damit zusätzlich die Interkontinentale Meisterschaft der IBF. Im Dezember 2014 folgte ein Punktsieg gegen Glen Johnson (54-19). Im Dezember 2015 schlug er Derek Edwards (27-5) einstimmig nach Punkten.
Durch einen Punktesieg gegen Ryno Liebenberg (17-2) im April 2016, wurde er internationaler IBO-Meister im Halbschwergewicht. Im Dezember 2016 besiegte er den Österreicher Timy Shala (21-1). Seine erste Profiniederlage erlitt er am 16. September 2017 gegen Callum Smith (22-0).
2017 sollte er am Turnier World Boxing Super Series teilnehmen, erlitt aber bei einem Training im Dezember 2017 eine Gehirnblutung, musste notoperiert und in künstlichen Tiefschlaf versetzt werden.